# Tun Jugah
Tun Jugah, de son nom complet Tun Temenggong Jugah Anak Barieng, surnommé plus simplement Apai (Père en iban) (8 juin 1903 - 8 juillet 1981), était un politicien malaisien Iban de l’État du Sarawak. Il fut le premier représentant légal du Sarawak au parlement fédéral malaisien, à la création de la fédération en 1963. Il joua un rôle décisif pour l'accession du Sarawak à l'indépendance puis pour son intégration à la fédération de Malaisie en septembre 1963. Il fut membre et premier président du parti United Traditional Bumiputera Party (PBB) jusqu'à sa mort en juillet 1981.

## Biographie
Tun Jugah est né en 1903, dans une maison longue de 30 portes, Rumah Gang, sur le fleuve Merirai. Il a été converti enfant par une mission méthodiste qui avait ouvert une école près de sa longue maison.
Il cultiva du riz -Padi-, puis éleva du bétail, et des chèvres. Il se lança dans l'exploitation forestière qui firent sa fortune dans les années 1950.
Il fut élevé au rang de Penghulu en 1928, et en 1952, devint membre du Council Negri. 
En 1953 il fut invité à Londres pour représenter le Sarawak au sacre d'Élisabeth II. Il devint finalement Temenggong en 1955.

## La fondation Tun Jugah
La fondation Tun Jugah (Yayasan Tun Jugah) a été créé en 1985. C'est une organisation à but non lucratif pour la conservation et la promotion de la culture Iban, ses traditions et sa langue.
La fondation collecte, enregistre et transcrit toutes formes de folklore Iban, et les met à disposition du public et des chercheurs au profit des générations futures.